# Блохин, Константин Платонович
Константин Платонович Блохин (21 мая 1862 — 10 февраля 1913, Санкт-Петербург) — контр-адмирал русского императорского флота, герой Цусимского сражения.

## Биография
Родился 21 мая 1862 года, из дворян Пермской губернии, сын майора морской службы Российского Императорского флота Платона Максимовича Блохина и дочери Пермского городского головы Александры Дмитриевны Блохиной (Смышляевой).
- 30 сентября 1883 — Гардемарин.
- Окончил Морское училище 32-м по списку и произведён по экзамену в мичманы.
- 1896 — Зачислен в артиллерийские офицеры 1-го разряда.
- 3 июня 1895 — Младший отделенный начальник Морского кадетского корпуса.
- 9 сентября 1900 — Старший отделенный начальник Морского кадетского корпуса.
- 1902 — Зачислен в штурманские офицеры 1-го разряда.
- Окончил Николаевскую академию, Артиллерийский и Штурманские классы.
- 1904 — Младший штурманский офицер крейсера «Дмитрий Донской».
- 7 июня 1904 — Старший офицер крейсера «Дмитрий Донской».

Сам исполнительный и точный, Блохин требовал того же и от своих подчиненных. Он кончил Морскую академию и считался хорошим математиком. До назначения его на должность старшего офицера он служил воспитателем в морском корпусе, где преподавал астрономию, морскую съемку и математику. Кадеты побаивались его за строгость. Читая лекции, он держался с такой уверенностью, что ему дали прозвище: «Несокрушимый апломб». Корабль свой держал в порядке и чистоте, насколько позволяли условия плавания. В кают-компании любил попьянствовать с офицерами, но на верхней палубе в отношениях с ними был очень требователен. У него была страсть к спорам. Целыми часами он доказывал минным и артиллерийским офицерам, что они неправильно воспитывают своих специалистов. Команда, зажатая им в железные тиски дисциплины, боялась его. А он, обладая прекрасной памятью, знал всех матросов на судне не только по фамилиям, но и по личным свойствам каждого из них. Характер у него был спокойный, но твердый и решительный в нужный момент.— А. С. Новиков-Прибой. Цусима
- 16 мая 1905 — Во время одиночного боя крейсера с японцами принял командование после тяжёлого ранения командира, остановил бунт моряков, спасённых с затонувшего броненосца «Ослябя», оторвался от противника и затопил потерявший боеспособность корабль у о-ва Дажелет, чтобы он не достался противнику. Взят в плен японцами.

Блохин, командуя судном, стоял, нахлобучив фуражку, на заднем мостике, тяжелый и застывший, как монумент. Серые немигающие глаза его отвердели, пристально вглядываясь вперед, в теневую полосу острова. Казалось, он собрал всю силу воли в один тугой узел, чтобы выдержать эти последние минуты, решающие судьбу… Ослябцы не могли больше выдерживать нарастающего ужаса: напряжение человеческих нервов имеет свой предел. Но и командующий состав не мог допустить бунта во время сражения, да ещё на корабле, который и без того изнемогал в неравном бою. Блохин, сойдя с мостика, немедленно мобилизовал офицеров, кондукторов и унтеров. Среди происходившего вокруг безумия он начал распоряжаться с тем удивительным каменным спокойствием, каким владеют смелые укротители зверей. И началось усмирение толпы под грохот своих пушек, под взрывы снарядов, в дыму и пламени разгорающихся пожаров. Били по лицу чем попало не только ослябских матросов, но и их офицеров. В них опять направили из шлангов сильные струи воды, в них стреляли из револьверов. Все это походило скорее на бред, на кошмарный сон, чем на действительность. К счастью для Блохина, из жилой палубы успела вырваться только часть людей, а остальные застряли в люках, забив их своими телами. Так или иначе, но порядок на крейсере наведен.
- 1906 — Командир учебного судна «Азия».
- 1909 — Начальник 2-го дивизиона эсминцев Минной дивизии Балтийского моря.
- 1909 — Начальник 7-го дивизиона эсминцев 2-й Минной дивизии Балтийского моря.
- 29 марта 1909 — Капитан 1-го ранга (ВП № 897).
- 1909 — 5 августа 1912 — Командир крейсера «Россия».
- 21 января 1913 — Уволен в отставку с производством в контр-адмиралы.
- 10 февраля 1913 — Скончался в Санкт-Петербурге, похоронен на Смоленском православном кладбище.

## Награды
- Орден Святого Георгия 4-й степени (08.01.1907) за участие в бою с японским флотом 14-го и 15 мая 1905 года.
- Светло-бронзовая медаль на Георгиевской и Александровской ленте в память русско-японской войны 1904—1905 гг. (1906)
- Знак в память 200-летнего юбилея Морского корпуса (1901)